# Maarten van der Graaff
Maarten van der Graaff (Dirksland, 14 oktober 1987) is een Nederlandse dichter, romanschrijver en essayist.

## Biografie
Van der Graaff verzon en schreef op jonge leeftijd al verhalen. Op de middelbare school begon hij gedichten te schrijven. Toen hij in 2007 Religie en kunst aan de Universiteit van Utrecht ging studeren, begon hij met zijn debuutroman. Essays van zijn hand verschenen onder andere in De Gids en op N30. 
In 2013 debuteerde Van der Graaff bij Atlas Contact met de dichtbundel Vluchtautogedichten, dat het jaar erna werd bekroond met de C. Buddingh'-prijs. Bij diezelfde uitgever verscheen in 2015 zijn tweede bundel Dood Werk, waarvoor hij de J.C. Bloem-poëzieprijs ontving.
Zijn romandebuut volgde in 2017 met Wormen en engelen, dat gaat over een gereformeerde opvoeding van een jongen op Goeree-Overflakkee en hoe hij daar los van komt. Deze roman werd genomineerd voor de Anton Wachterprijs en won de Prijs voor het Religieuze Boek.
Van der Graaff is samen met collega-dichter Frank Keizer oprichter van het online literair tijdschrift Samplekanon, dat in 2018 door De Sybren Polet Stichting de Lokienprijs kreeg toegekend.